# TuTo Hockey
TuTo Hockey ist ein Eishockeyverein aus der finnischen Stadt Turku, dessen Stammverein Turun Toverit 1929 gegründet wurde und der in der Mestis spielt. Ihre Heimspiele absolviert die Mannschaft seit 1973 in der 3000 Plätze fassenden Kupittaan monitoimihalli, die von 2005 bis 2006 umgebaut wurde. Während des Umbaus absolvierte das Team ihre Heimspiele im heutigen Gatorade Center und kehrte zur folgenden Spielzeit wieder in die Kupittaan monitoimihalli zurück.

## Geschichte
Der Sportverein Turun Toverit (kurz TuTo) wurde 1929 gegründet, die Eishockeyabteilung entstand 1946. Schnell verdrängte Eishockey Bandy als Wintersportart in Turku, während im Sommer Fußball gespielt wurde. Zunächst spielte Turun Toverit auf regionaler Ebene, konnte aber 1965 bis in die erste Spielklasse, die damalige Suomi-sarja, aufsteigen. 1968 und 1970 belegte das Team den dritten Platz der finnischen Meisterschaft und erreichte damit die größten Erfolge der Vereinsgeschichte. Anfang der 1970er Jahre spielten die beiden Stadtrivalen TPS und TuTo in der SM-liiga. 1973 zogen beide Mannschaften in die Eissporthalle Kupittaan jäähalli (heute: Kupittaan monitoimihalli) um, in der TuTo mit kurzen Unterbrechungen bis heute spielt. TPS spielt seit 1990 im deutlich größeren Gatorade Center.
1975 musste das Team aus der ersten Liga absteigen und spielte fortan in der neu geschaffenen zweiten Spielklasse, der I-divisioona. 1988 trennte sich die Eishockeyabteilung vom Stammverein und nannte sich fortan TuTo Hockey.
Die Mannschaft gewann 1987 und 1994 die Meisterschaft der I-divisioona und stieg in letzterem jahr in die SM-liiga auf. Bis 1996 hielt sich TuTo in der ersten Spielklasse, bevor es in die Mestis abstieg. 2000 wurde für den Spielbetrieb der Profimannschaft eine Aktiengesellschaft, die TuTo Hockey Oy, gegründet. Am Ende der Spielzeit 2007/08 erreichte TuTo den Meistertitel der Mestis, durfte aber nicht in die erste Liga aufsteigen, da diese eine geschlossene Spielklasse darstellte.

## Erfolge
- 1965 Aufstieg in die Suomi-sarja
- 1987 Meister der I-divisioona
- 1994 Meister der I-divisioona
- 1994 Aufstieg in die SM-liiga
- 2001 Mestis-Vizemeisterschaft
- 2008 Mestis-Meisterschaft

## Bekannte ehemalige Spieler
- Igor Liba
- Timo Pärssinen
- Risto Siltanen
- Teppo Numminen
- Ted Donato
- Jim Bedard
- Marko Kiprusoff
- Kai Nurminen
- Jukka Porvari
- Brad Turner
- Fredrik Norrena
- Jani Hurme